# Jovi
Jovi (en llatí Jovius) va ser un governador romà i conspirador, prefecte del pretori d'Il·líria sota l'emperador Honori, nomenat per Estilicó.
Estilicó el va fer servir de mediador en alguns contactes amb Alaric I. L'any 406 l'emperador el va nomenar patrici i prefecte del pretori a Itàlia després de la caiguda de l'eunuc Olimpi que era el primer ministre de l'emperador. Degut a les seves intrigues, Jovi aviat va dirigir l'imperi i va fer nombrosos canvis administratius entre els oficials.
Quan Alaric va assetjar Roma l'any 409, Jovi s'encarregà d'ajustar la pau. Va anar a Rímini (Ariminium) i es va entrevistar amb el rei visigot del que era amic. Va proposar una pau basada en el nomenament d'Alaric com a comandant en cap de l'exèrcit romà, però Honori va refusar donar aquest càrrec a Alaric al que ja considerava massa poderós i va escriure en aquest sentit a Jovi; aquest va llegir la carta davant d'Alaric que es va sentir molt ofès per la negativa imperial.
Jovi va tornar a Ravenna, però després del fracàs en les negociacions va perdre molta influència. Una mica després Alaric va portar al tron a Prisc Àtal i Honori va enviar a Jovi, Valent, el qüestor Potami, i el notari Julià, per negociar amb Àtal. Jovi va proposar el repartiment de l'Imperi entre Àtal i Honori, però el primer va refusar i Jovi llavors va passar al seu servei.
Derrotat Àtal, Jovi va tornar amb Honori i va dir que només havia passat al bàndol enemic per fer mal des de dins. Honori el va perdonar però ja no va exercir cap més càrrec i no torna a ser esmentat. És molt dubtós que aquest Jovi sigui el mateix que un Jovi que menciona Amià Marcel·lí com a qüestor l'any 361.